# Albrecht von Rosenberg

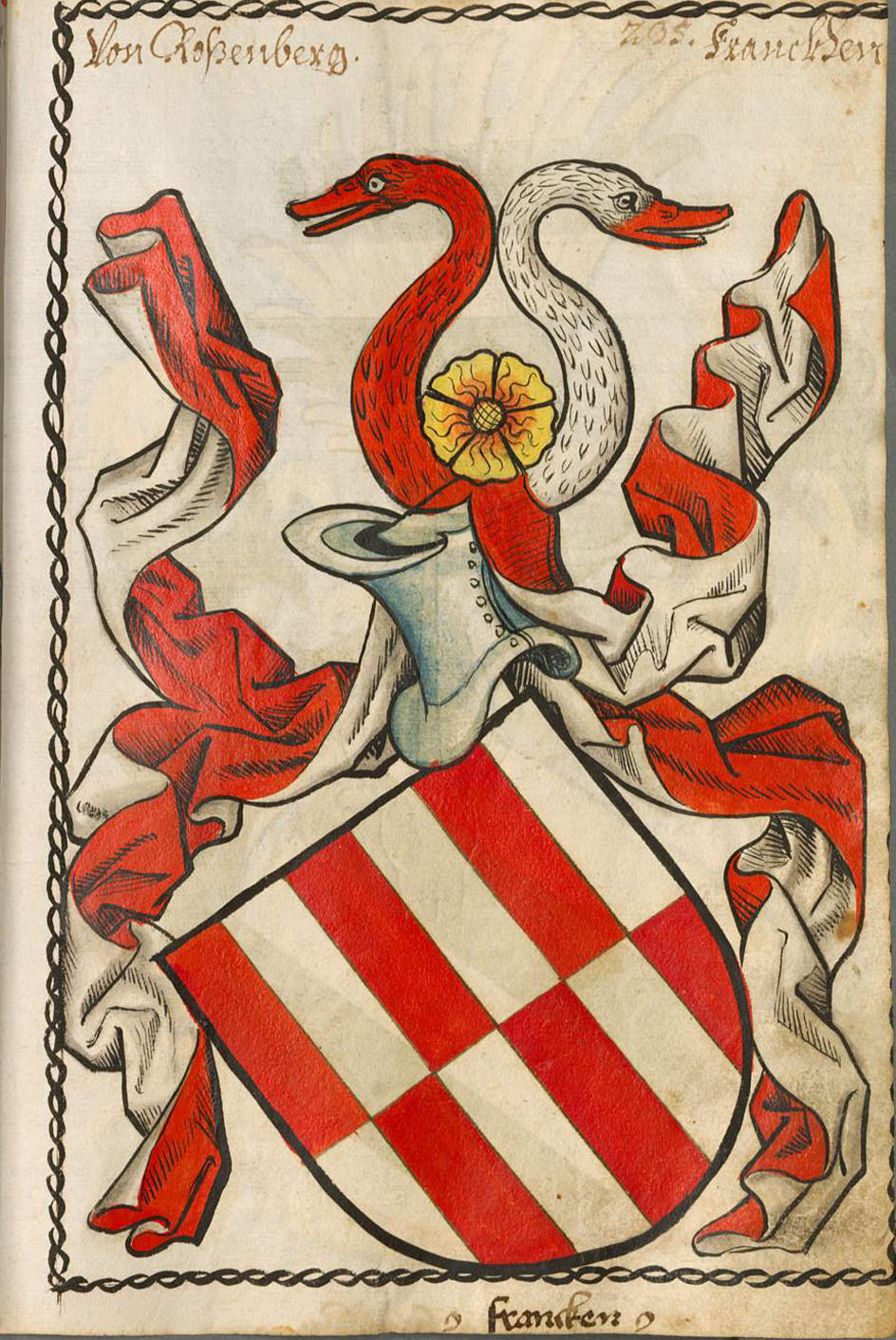
Familienwappen im Scheiblerschen Wappenbuch

Albrecht von Rosenberg (* um 1519; † 17. Mai 1572 in Wien) war ein Reichsritter, dem es gelang mit Hilfe von Eigengütern und zahlreicher Lehensverhältnisse, eine weitgehend geschlossene Herrschaft im Schüpfer Raum aufzubauen. Aufsehen erregte er zunächst durch den Schutz Kaiser Karls V. vor der Verfolgung der Fürsten, was auch in ein Volkslied Einzug fand, oder mit der Entführung des Nürnberger Ratsherrn Hieronymus Baumgartner. Er war Rittmeister im kaiserlichen Heer und Hauptmann des Ritterkantons Odenwald.

## Lebensdaten

### Herkunft und Familie

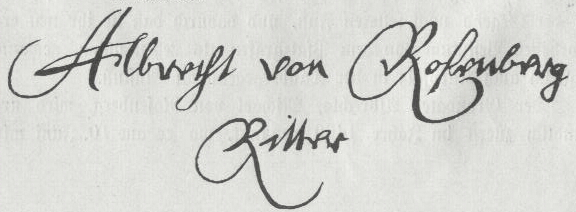
Unterschrift des Ritters 1559

Albrecht von Rosenberg stammte aus dem fränkischen Adelsgeschlecht der von Rosenberg. Sein Vater war Eberhard IX. von Rosenberg zu Schüpf († 16. Oktober 1519), von dem man annimmt, dass er sich dem Überfall des Herzogs Ulrich von Württemberg auf die Reichsstadt Reutlingen angeschlossen hat. Seine Mutter war Anna von Dienheim, die 1526 mit Peter von Leyen eine zweite Ehe einging.
Er heiratete Katharina von Seinsheim zu Erlach († 28. April 1550), eine Tochter Fabians und Margaretha, eine geborene Seckendorff aus der Linie Jochsberg. Die Ehe blieb kinderlos. In zweiter Ehe war er ab 1553 mit Ruffina Stiebar von Buttenheim verheiratet. Sie war die Witwe des Valentin Heinrich Rüdt von Bödigheim († 1547) und stammte aus der Verbindung von Sebastian Stiebar mit Barbara, einer geborenen von Egloffstein. Auch diese zweite Ehe blieb kinderlos.

### Streit um Boxberg

Zerstörung der Burg Boxberg, Wandereisen-Holzschnitte von 1523

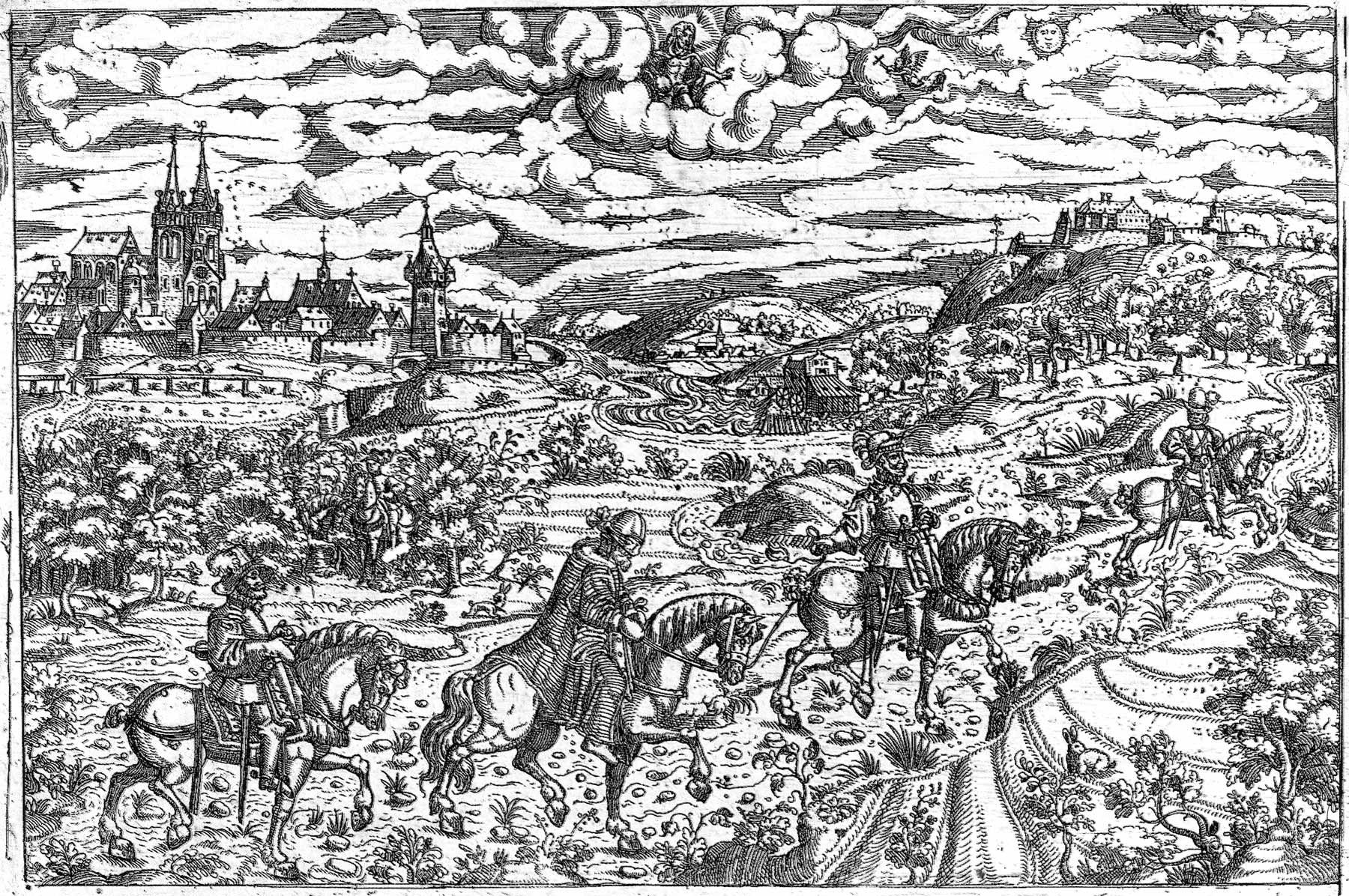
Die Gefangennahme des Hieronymus Baumgartner bei Nürnberg, zeitgenössische Radierung

1542 erscheint er urkundlich erstmals im Kriegsdienst im Reichskrieg gegen Frankreich. 1552 verhinderte er die Gefangennahme Kaiser Karls V. durch die Kriegsfürsten. Er verhalf dem erkrankten Kaiser zur Flucht vor dem anrückenden Kurfürsten Moritz von Sachsen von Innsbruck in die Niederlande. Der Gunst des Kaisers hatte er zu verdanken, den Familienbesitz Boxberg, der als Folge des Fränkischen Krieges eingezogen worden war, zurückzuerhalten. Nachdem die Pfalz und der Schwäbische Bund die Ersuchen der Familie nicht beachtete, entführte Albrecht den Nürnberger Ratsherrn Hieronymus Baumgartner, um seine Ansprüche zu unterstreichen. Albrecht wurde daraufhin finanziell entschädigt, erhielt aber keinen Besitz zurück. Im Schmalkaldischen Krieg besetzten kaiserliche Truppen 1546 Boxberg und 1552 übertrug der Kaiser schließlich den Besitz an Albrecht. Der Einfluss der Pfalz war dadurch aber nicht gebrochen, 1553 versuchte man Albrecht in einem Mordkomplott von vier Schultheißen zu beseitigen. Das Komplott wurde aufgedeckt und die Schultheißen nach einem Prozess erhängt. Mit Hilfe von Vermittlern wurde schließlich ein Vertrag formuliert, der den Verkauf Boxbergs an die Pfalz besiegelte.

### Herrschaftsbildung
Unter Ritter Albrecht gelang es aufgrund einer systematischen Ansammlung von Rechten und einer Vereinigung verschiedener Lehen in einer Hand eine annähernd geschlossene Herrschaft aufzubauen, der sich im Zuge der Reformation auch kirchliche Rechte einfügten. Albrecht führte in seinen Besitzungen den neuen Glauben ein. Die Erbteilung unter den Geschwistern seines Vaters gelangte nach und nach in seinen Besitz. Es handelte sich außerdem um Lehen von Mainz, der Pfalz, Würzburg, Hohenlohe, Wertheim und Limpurg. Zur Herrschaft zählten durch Lehen oder Rechte, darunter u. a. das Patronat oder Vogteirechte, die Orte Boxberg, Unter- und Oberschüpf, Sachsenflur, Rosenberg, Schillingstadt, Bobstadt, Epplingen, Dainbach, Uiffingen, Lengenrieden, Kupprichhausen, Buch am Ahorn, Edelfingen, Oberbalbach, Hohenstadt und Schweigern. In weiteren Schritten zielte seine Politik auf die Herstellung einer Einheit in wirtschaftlichen und verwaltungsrechtlichen Angelegenheiten.

### Tod in Wiener Haft

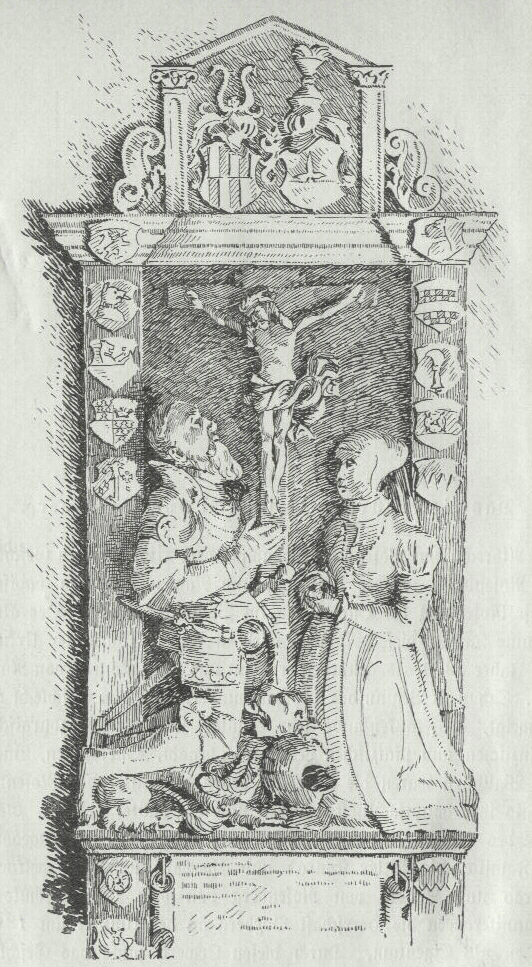
Zeichnung des Grabmals in Unterschüpf

Beteiligt an den Grumbachschen Händeln wurde Albrecht 1566 auf dem Augsburger Reichstag festgenommen und kam auf der Hofburg in Wien in Haft. Zu seinen Gegnern und Anklägern gehörten vor allem der Würzburger Bischof Friedrich von Wirsberg und der Kurfürst August von Sachsen. Sie erhoben Vorwürfe wie Majestätsbeleidigung und Anstiftung zum Aufruhr und drängten durch ihre Vertreter am Wiener Hof zur Vollstreckung des geforderten Todesurteils. Albrecht wusste sich jedoch zu verteidigen und es gab mehrere Vermittlungsversuche von Fürsten, darunter mehrfach der Albrecht nahestehende Herzog Christoph von Württemberg, und selbst der Kaiserin. Briefe, die nach der Einnahme 1567 von Gotha, bei der Herzog Johann Friedrich II. gefangengesetzt und Wilhelm von Grumbach schließlich getötet wurde, in die Hände des Kurfürsten fielen, wurden als Beweismaterial gegen Albrecht verwendet. Auch Unterhandlungen mit Lazarus von Schwendi waren Teil der Verhandlungen. Schließlich starb Albrecht 1572 in der Haft, ohne dass ein Urteil gesprochen worden war.
Mit dem Tode Albrechts, der selbst keine Nachkommen hatte, zerfiel auch die gebildete Herrschaft wieder. Als Erben der Eigengüter und der mainzischen Erblehen hatte er Eberhard von Stetten zu Kocherstetten und Eberhard von Leyen bestimmt.

## Angedenken
Von Albrecht sind drei Abbildungen seiner Person bekannt. Es handelt sich um eine Schaumünze, um eine Ofenplatte, auf der er gemeinsam mit seiner zweiten Frau in je einem Medaillon abgebildet ist und um sein Epitaph in Unterschüpf. In typischer Form knien als zentrales Motiv Albrecht mit Rüstung und seine zweite Frau vor dem Kreuz. Das Epitaph ziert als Ahnenprobe eine Reihe von Wappen. Erhalten hat sich sein Briefbuch, welches Urkunden beginnend mit dem Jahr 1385 enthält, die seine Besitzansprüche legitimieren bis in die Zeit seiner eigenen Politik.
Seine Taten fanden Einzug in vier Reiterlieder. Das erste Lied erwähnt ihn als tapferen Reiterführer. Von zwei ähnlichen Liedern trägt eines den Titel Ein neu Lied von Albrecht von Rosenberg und den Herren von Nürnberg, beide unterstreichen die Ehrenhaftigkeit von ihm und dem schwäbischen und fränkischen Ritterstand. Das vierte und bekannteste Lied, welches noch zu Anfang des 17. Jahrhunderts gesungen wurde, hat die Entführung Baumgartners zum Inhalt. Spott richtet sich gegen Nürnberg, die als Pfeffersäcke bezeichnet werden.